# Grayson, Kentucky
Grayson är en stad i Carter County, Kentucky, USA. År 2000 hade staden 3 877 invånare. Den har enligt United States Census Bureau en area på 6,5 km², allt är land.
Grayson är administrativ huvudort (county seat) i Carter County.